# Велень (Бучум, Алба)
Велень, Велені (рум. Văleni) — село у повіті Алба в Румунії. Входить до складу комуни Бучум.
Село розташоване на відстані 307 км на північний захід від Бухареста, 39 км на північний захід від Алба-Юлії, 65 км на південний захід від Клуж-Напоки.

## Населення
За даними перепису населення 2002 року у селі проживали 15 осіб, усі — румуни. Усі жителі села рідною мовою назвали румунську.